# Midnight Stroll
Midnight Stroll is het zevende studioalbum van Robert Cray. Op bassist Richard Cousins na werd de gehele Robert Cray Band vervangen door leden van The Mempis Horns en enkele anderen. Dennis Walker verzorgde de muzikale productie, met Bill Dashiell als geluidstechnicus van dienst. De muziek werd gemixt door John Hampton en gemasterd door Bernie Grundman. Mercury Records gaf het album in september 1990 uit. De liedjes werden in recensies vergeleken met de soulmuziek uit Memphis (Tennessee).
Het album bereikte de 51ste plaats in de Amerikaanse hitlijst. Ook in Nieuw-Zeeland (38ste plaats), Zweden (36ste plaats), Zwitserland (32ste plaats), Nederland (29ste plaats) en het Verenigd Koninkrijk (negentiende plaats) bereikte het de hitlijsten.

## Tracklist
| Nr. | Titel                         | Schrijver(s)               | Duur |
| --- | ----------------------------- | -------------------------- | ---- |
| 1.  | The Forecast (Calls for Pain) | David Plenn, Dennis Walker | 4:03 |
| 2.  | These Things                  | Robert Cray                | 4:56 |
| 3.  | My Problem                    | Cray                       | 4:44 |
| 4.  | Labor of Love                 | Tim Kaihatsu               | 3:58 |
| 5.  | Bouncin' Back                 | Walker                     | 4:06 |

| Nr. | Titel                   | Schrijver(s)                        | Duur |
| --- | ----------------------- | ----------------------------------- | ---- |
| 1.  | Consequences            | Kevin Hayes, David Nagler           | 4:27 |
| 2.  | The Things You Do to Me | Cray                                | 4:45 |
| 3.  | Walk Around Time        | Hayes, Jimmy Pugh, Oscar Washington | 4:19 |
| 4.  | Move a Mountain         | Cray, Kaihatsu                      | 4:09 |
| 5.  | Holdin' Court           | Richard Cousins, Hayes              | 4:40 |
| 6.  | Midnight Stroll         | Cray, Walker                        | 5:54 |

## Musici
- Richard Cousins - basgitaar
- Kevin Hayes - drums, percussie
- Tim Kaihatsu - gitaar
- Jimmy Pugh - toetsen

- Andrew Love - saxofoon
- Wayne Jackson - trompet, trombone
- Robert Cray - zang, gitaar